# 아이로니
아이로니 럭비(Aironi Rugby)는 2011-12시즌부터 2011-12 시즌 동안 프로 12에 참가했던 이탈리아의 프로 럭비 팀이다. 에밀라 로마냐와 롬바르디아지방에 연고를 두었던 이 팀은 이탈리아 북부 지방의 럭비팀들의 공동 출자로 운영 되왔다 홈구장은 스타디오 루이지 자파넬라를 주로 사용했으며 스타디오 기글리오역시 큰 시합들을 위해 쓰일 예정이었으나 쓰이지 못했다.